# Manjelia, Hlobîne
Manjelia (în ucraineană Манжелія) este localitatea de reședință a comunei Manjelia din raionul Hlobîne, regiunea Poltava, Ucraina.

## Demografie
Componența lingvistică a localității Manjelia
     Ucraineană (97,13%)
     Rusă (2,69%)
     Alte limbi (0,18%)
Conform recensământului din 2001, majoritatea populației localității Manjelia era vorbitoare de ucraineană (97,13%), existând în minoritate și vorbitori de rusă (2,69%).